# BABY UNIVERSE
『BABY UNIVERSE』（ベイビー・ユニバース）は、HOUND DOG17作目のオリジナル・アルバム。

## 内容
前作を担当した吉野金次やROMANTIC MODEのJoe Rinoieなど複数のプロデューサーを起用。1998年発売シングル表題曲3曲以外は自作曲である。

## 収録曲
1. WISH [5:19][1]
作詞：大友康平
作曲：八島順一
編曲：石川鉄男
2. CRY BABY CRY [4:23][1]
作詞：大友康平・松井五郎
作曲：八島順一
編曲：HOUND DOG
3. 追憶 [6:00][1]
作詞：大友康平
作曲：八島順一
編曲：HOUND DOG
4. JUNCTION [4:50][1]
作詞：大友康平・Joe Rinoie
作曲：Joe Rinoie
編曲：Joe Rinoie・鈴川真樹
5. 雨のリバーサイド [4:04][1]
作詞：大友康平
作曲：八島順一
編曲：HOUND DOG
6. いくつもの夜を越えて [4:29][1]
作詞：大友康平
作曲：蓑輪単志
編曲：石川鉄男・HOUND DOG
「BY MYSELF」のカップリング曲。
7. 勝手にしやがれ [4:03][1]
作詞：大友康平
作曲：蓑輪単志
編曲：HOUND DOG
8. SMILE FOR ME [4:50][1]
作詞：大友康平・松井五郎
作曲：八島順一
編曲：HOUND DOG
9. ずっと好きでいたいから [5:07][1]
作詞：大友康平・松井五郎
作曲：蓑輪単志
編曲：HOUND DOG
10. これからの人 [4:37][1]
作詞：白峰美津子
作曲：山口美央子
編曲：石川鉄男
11. BY MYSELF [4:52][1]
作詞：大友康平・Joe Rinoie
作曲：Joe Rinoie
編曲：Joe Rinoie・鈴川真樹
12. LEGEND OF SONG [4:53][1]
作詞：大友康平
作曲：蓑輪単志
編曲：石川鉄男
13. 太陽に向かって（album ver.） [5:21][1]
作詞：大友康平・松井五郎
作曲：八島順一
編曲：福岡ユタカ・HOUND DOG
「JUNCTION」のカップリング曲。

## 批評
『CDジャーナル』は「男気あふれる汗くさいロック・ナンバーばかり。細かいところでは進化しているのだろうが、彼らのように“らしさ”を維持することもバンドのひとつのスタイル」と評した。

## ミュージシャン

### HOUND DOG
- 大友康平：リードボーカル
- 八島順一：ギター
- 西山毅：ギター
- 蓑輪単志：キーボード
- 鮫島秀樹：ベース
- 橋本章司：ドラム

### ゲスト・ミュージシャン
- 石川鉄男：シンセプログラミング
- Joe Rinoie：キーボード、バッキング・ボーカル
- 鈴川真樹：ギター、キーボード
- ハリー細谷：シンセプログラミング、キーボード
- 古村敏比古：サックス
- エリック・ミヤシロ：トランペット
- 清岡太郎：トロンボーン
- 岡部洋一：パーカッション
- ほりかわみつし（漢字不明）：シンセプログラミング